# Бистров Сергій Михайлович
Сергі́й Миха́йлович Бистро́в (31 березня 1911 — 9 листопада 1936) — радянський військовик, молодший командир. Герой Радянського Союзу (1936).

## Життєпис
Народився в селі Стуніно, нині Бабаєвського району Вологодської області Росії, в багатодітній селянській родині. Росіянин. Здобув початкову освіту. Працював пастухом, лісорубом, комірником у сільгоспкомуні. У 1931 році переїхав у Ленінград, працював на заводі.
У лавах РСЧА з 1933 року. Після закінчення школи молодших командирів проходив службу механіком-водієм танка у 4-й окремій механізованій бригаді Білоруського військового округу.
Учасник громадянської війни в Іспанії з жовтня 1936 року, механік-водій танка Т-26 у складі іспанських республіканських військ. 29 жовтня брав участь у першому в світі танковому бою біля Сесеньї (за 30 км на південь від Мадрида). У подальших боях екіпажем танка під командуванням П. О. Купріянова було знищено 2 танки, 8 гармат і близько 200 солдатів і офіцерів супротивника.
Загинув у танковому бою на околиці Мадрида, поблизу парку Каса-дель-Кампо.

## Нагороди
Постановою Центрального виконавчого комітету СРСР від 31 грудня 1936 року «за зразкове виконання спеціальних і найважчих завдань Уряду зі зміцнення оборонної могутності Радянського Союзу та виявлений у цій справі героїзм», молодшому командиру Бистрову Сергію Михайловичу присвоєне звання Героя Радянського Союзу (посмертно).

## Вшанування пам'яті
Ім'ям Сергія Бистрова названо одну з вулиць в селі Борисово-Судське.